# Innocenty Winnicki
Innocenty Winnicki herbu Sas (zm. 11 lub 24 lutego 1700) – duchowny prawosławny, następnie greckokatolicki. 19 października 1679 mianowany prawosławnym biskupem przemyskim. 23 czerwca 1691 wraz z diecezją przystąpił do unii z Kościołem katolickim, archimandryta dermański w 1698 roku.
Dzieła literackie
- Ustawy rządu duchownego i inne pisma, Przemyśl 1998.